# Thomas Lincoln Tally
Thomas Lincoln Tally (Goliad, 6 de julio de 1861-Beverly Hills, 24 de noviembre de 1945) fue un propietario de salas de cine y productor cinematográfico estadounidense. En 1916, Moving Picture World escribió que Tally fue «el exhibidor pionero de Los Ángeles y uno de los pioneros de [Estados Unidos]». A Tally también se le atribuye acuñar el término moving picture («imagen en movimiento»), cuyo término abreviado y más informal movie se usa en inglés para describir a las películas de cine.

## Primeros años de vida
Thomas Lincoln Tally nació en Goliad (Texas), el 6 de julio de 1861, hijo de ganaderos.
Antes de involucrarse en el cine, Tally trabajó como vaquero, tipógrafo y vendedor de herramientas.

## Películas
La carrera de Tally en el cine comenzó cuando obtuvo los derechos para la venta del fonógrafo Edison en Texas. En 1895 o abril de 1897, abrió un salón de fonógrafos y quinetoscopios en el número 311 de South Spring Street, en Downtown Los Ángeles, el primero de su tipo en la costa del Pacífico. La entrada costaba $0.10 (equivalente a $3.66 actualmente). Tally se mudó a su segunda ubicación en First y Spring en 1898.
Tally abrió Tally's Electric Theater, probablemente el primer teatro permanente del mundo diseñado específicamente para películas, en Los Ángeles, el 17 de abril de 1902. En 1903, Asalto y robo de un tren tuvo tanto éxito en este teatro que Tally vendió el teatro para viajar con la película y exhibirla.

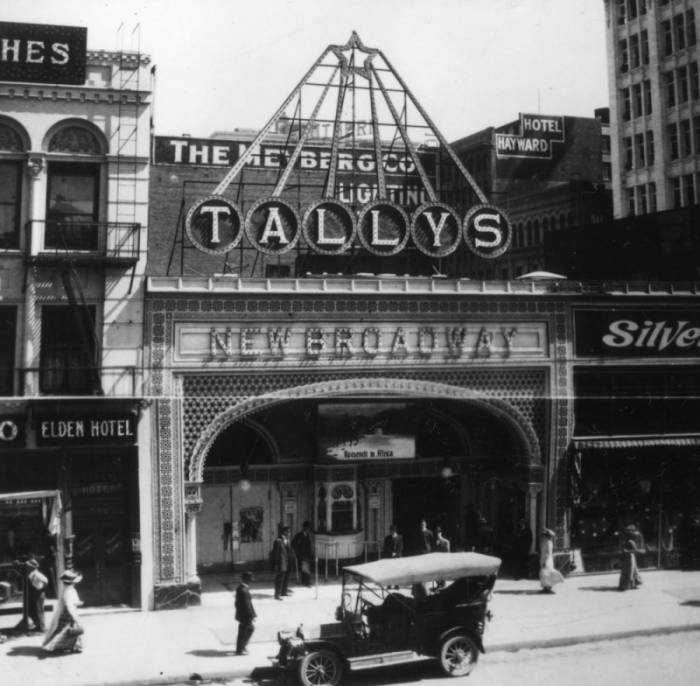
Tally's New Broadway, c. 1909.

Tally se asoció con el Broadway Theatre en marzo de 1905 y, para 1906, lo compró, lo rebautizó como Tally's New Broadway y lo utilizó para proyectar películas. Tally afirmaba que este teatro fue donde «comenzó la primera fiebre cinematográfica y la gente solía hacer cola durante una cuadra o más para entrar». Tally fue propietario del teatro hasta 1909 y, en 1916, Moving Picture World lo llamó «la primera sala de cine real de Los Ángeles».
Tally abrió Tally's Broadway Theatre el 2 de mayo de 1910. Con este teatro, Tally se convirtió en la primera persona en tener un órgano instalado en una sala de cine y también construyó el primer foso de orquesta desplegable de los Estados Unidos y posiblemente del mundo. En 1912, Tally utilizó este teatro para convertirse en el primer propietario en mostrar películas en color en Los Ángeles y en 1915, se dijo que este teatro contenía el órgano de cine más grande del mundo.
Tally cofundó First National Pictures con James Dixon Williams en 1917. La idea de Tally era que un conglomerado de cines pudiera comprar o producir y distribuir sus propias películas. Para 1919, la organización tenía 5000 propietarios de cines independientes como miembros, y la organización también fue la primera en firmar con Charles Chaplin un contrato de un millón de dólares. La organización produjo y/o distribuyó cientos de películas, incluyendo The Kid, The Sea Hawk, El mundo perdido y otras.
En 1919, Tally compró el Kinema Theatre por aproximadamente 650.000 dólares (equivalente a 11.4 millones de dólares actualmente) y lo rebautizó como Tally's Kinema Theatre.

### Lista de teatros propiedad de Tally
- Sala de proyecciones en 311 South Spring Street, Los Ángeles (1895 o abril de 1897—1898)[1][2]
- Teatro en First and Main, Los Ángeles (1898—desconocido)[1]
- Tally's Electric (1902—1903)[4][6]
- Tally's New Broadway (1905—1909)[1][7]
- Tally's Broadway (1910—década de 1920 o antes)[8]
- Tally's Kinema (1919—principios de la década de 1920)[19][20]

## Vida personal y muerte
Tally se casó con Mary Ann Seymour en el condado de Aransas, Texas, el 18 de mayo de 1885, y en 1889 dio a luz a su único hijo, Seymour.
Tally murió en Beverly Hills el 24 de noviembre de 1945. Fue enterrado en Inglewood.